# Пророческий ряд иконостаса

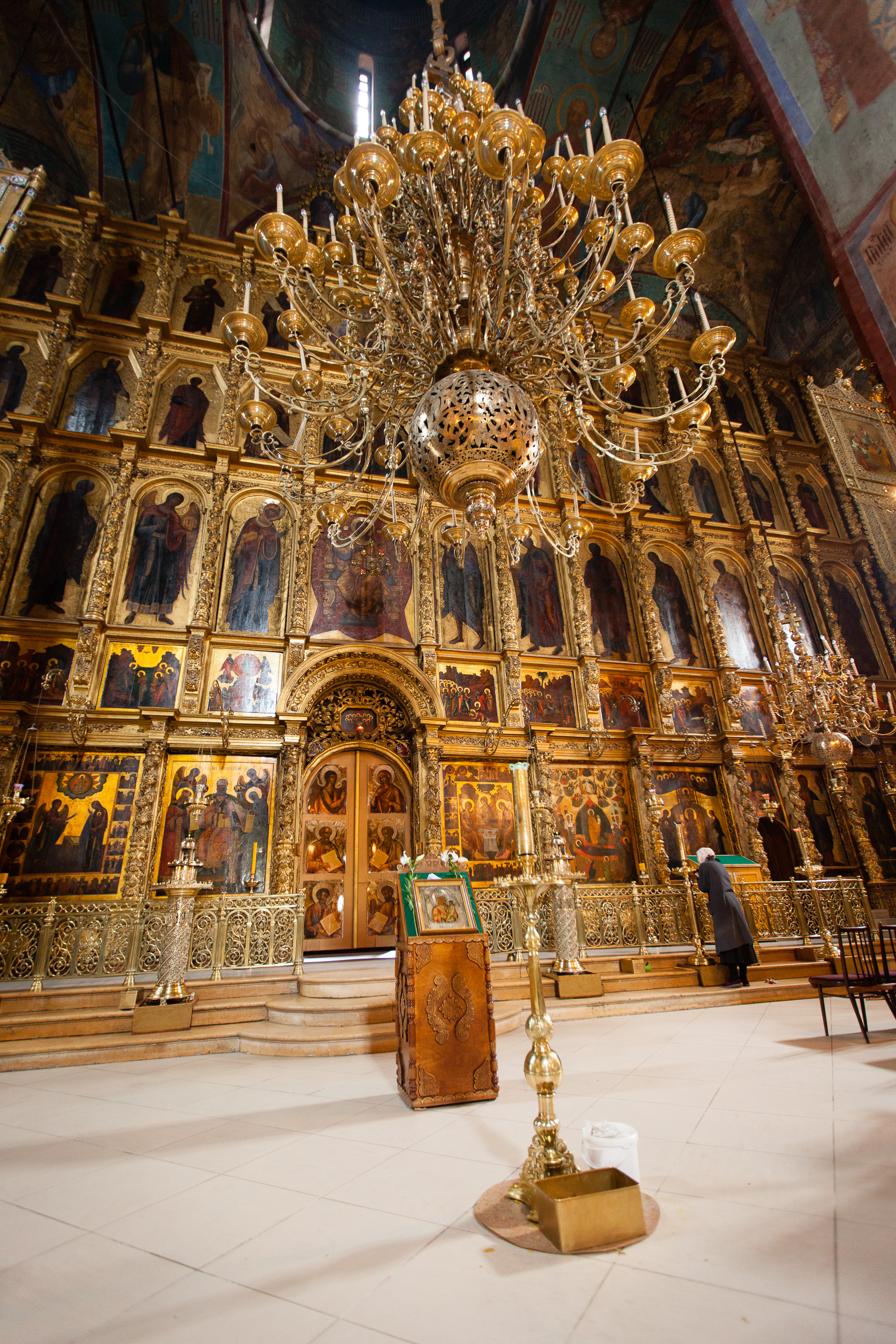
Пророческий ряд — здесь второй сверху

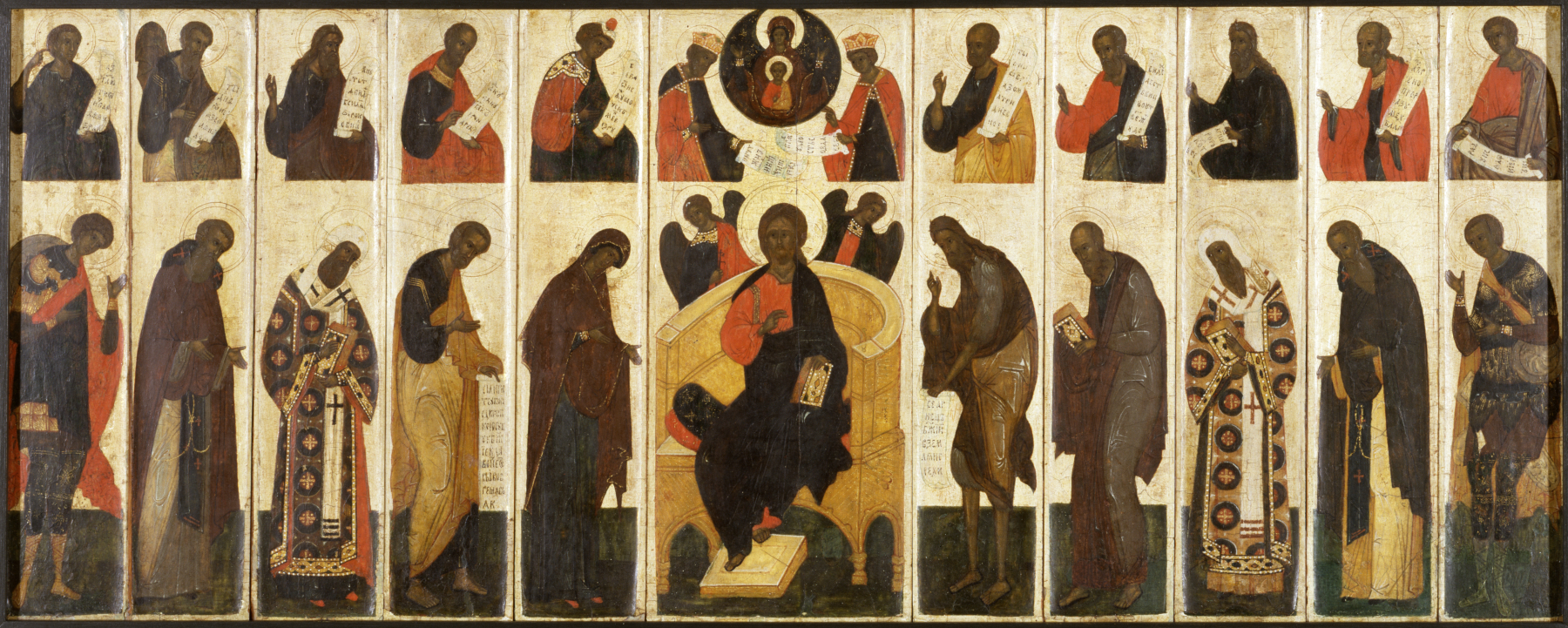
Иконостас с деисусным и пророческими рядами. Уолтерс музей, США

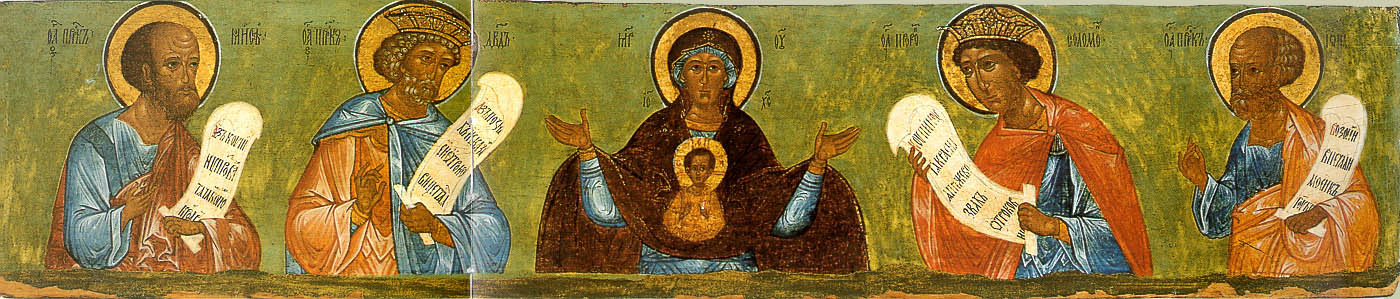
Пророческий ряд. В центре изображена Богоматерь Воплощение. По сторонам от Неё пророки: слева — Давид и Моисей, справа — Соломон и Иона. XVI век, ГТГ

Пророческий ряд, или Пророческий чин, — это, как правило, четвёртый ряд русского православного иконостаса, в котором находятся иконы ветхозаветных пророков со свитками в руках, где написаны цитаты их пророчеств. Вошёл в состав с появлением и развитием т. н. «высокого иконостаса» (примерно с XV века). Он изображает (являет собой) ветхозаветную церковь от Моисея до Христа.

## Сложение
«Конечно, появление в иконостасе целого чина пророков (равно как и упоминание чина пророческого в 8-м члене Символа веры, установленное отцами II Вселенского Собора) — несомненное свидетельство того, что Церковь видела в пророческом служении не только историческое явление, но и непреложный компонент спасения человека в Церкви. Исторически понятие пророческого служения претерпевало изменения, но важность этого призвания не вызывала сомнений».
Пророческий ряд символизирует Церковь, уже получившую Закон и через пророков возвещающую о Богородице, от которой воплотится Христос «Именно поэтому в центре этого ряда находится икона „Знамение“, изображающая Божию Матерь с воздетыми в молении руками и с Богомладенцем в лоне».
Первый пример пророческого ряда — многоярусный иконостас для Успенского собора Владимира в 1408 году (или в 1410-11 гг.), чье создание связывается с росписью Успенского собора Даниилом Чёрным и Андреем Рублевым. Иконостас не сохранился полностью, из пророческого ряда сохранилось только две поясные иконы.

### Ранние примеры
- Иконостас Успенского собора во Владимире — не дошел
- Иконостас Успенском соборе на Городке в Звенигороде — не дошел
- Иконостас в Троицком соборе Троице-Сергиевой лавры (1420-е). Первый сохранившийся. В этом иконостасе 12 пророков: с левой стороны от Богоматери Соломон, Исайя, Иеремия, Гедеон, Иезекииль, Аввакум, с правой — Моисей, Давид, Иоиль, Иона, Иаков, Даниил. Изображения поясные, они объединены по два на каждой доске. Изображение Богоматери Знамение здесь относится к XVIII веку.
- Иконостас Успенского собора Большого Тихвинского монастыря (ГТГ) — 16пророков: Иезекииль, Елисей, Иоиль, Малахия, Гедеон, Наум, Софония, Давид, Амос, Захария, Илия, Иессей, Соломон, Михей, Исайя; иконы с изображением Даниила не хватает.
- Пророческий ряд. Около 1502 года. Из Собора Рождества Богородицы в Ферапонтовом монастыре. Музей Кирилло-Белозерского Монастыря.

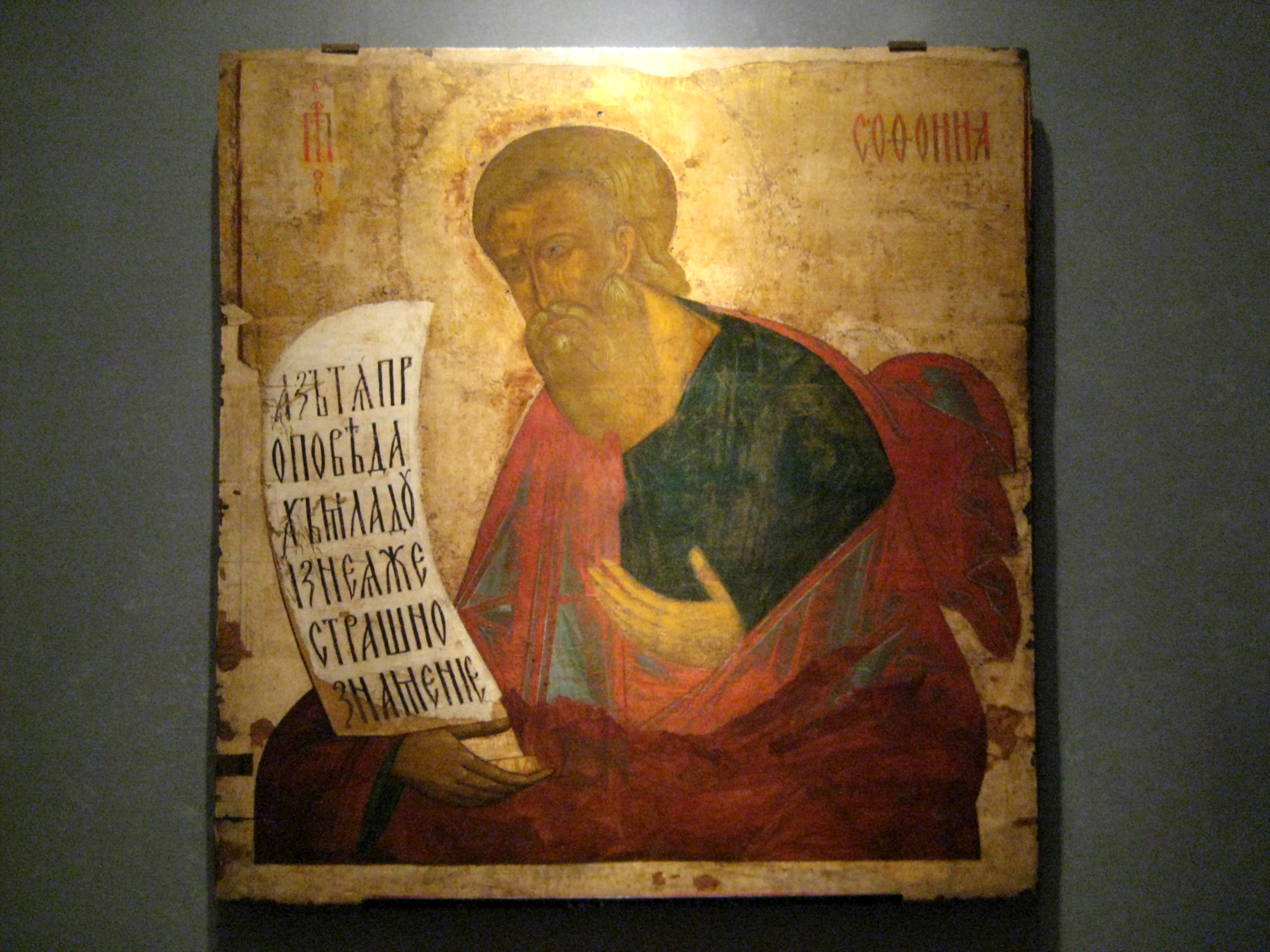
Пророк Софрония. 1408 или 1410-е. Даниил, Андрей Рублев и мастерская (?). Из иконостаса Успенского собора Владимира. ГРМ
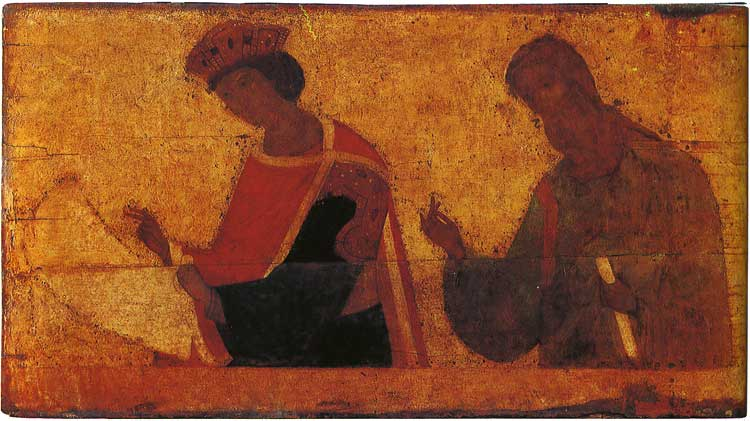
Пророки Соломон и Исайя. Из иконостаса Троице-Сергиева собора лавры, 1425-1427
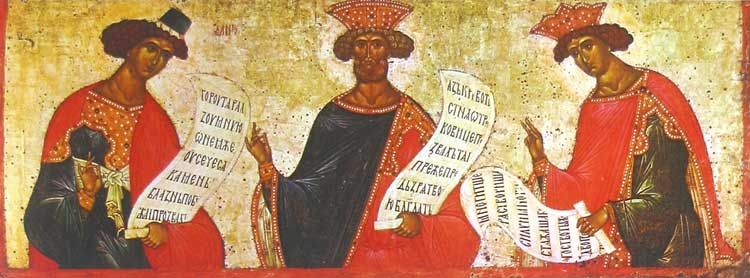
Даниил, Давид и Соломон (Новгород, ок. 1497). ГРМ. Пример ранней иконографии, когда Богородица еще не помещалась в центре.

## Иконография
Количество изображаемых пророков может варьироваться в зависимости от размеров ряда. До XVI в. пророков изображали поясными, позднее — в полный рост.

Первоначально в центре его помещали пророков Давида и Соломона, с XVI в. — обычно икона Богоматери Знамение, «заключающая в лоне Своем образ родившагося от Нея Сына», или Богоматерь с Младенцем на престоле (в зависимости от того, поясные или ростовые изображения пророков). «Изображение Богоматери с Младенцем Еммануилом на лоне знаменует исполнение предсказаний ветхозаветных праотцев и пророков и указывает на непосредственную связь между Ветхим и Новым Заветом»
Изображения пророков обычно развернуты к центру; однако если на доске три пророка, то средний может писаться в фас.
Обычно пророки держат свитки с текстами своих пророчеств о рождении Спасителя. Иногда в руках у пророков изображаются приводимые ими символы и атрибуты их пророчеств (например, у Даниила — камень, самостоятельно оторвавшийся от горы, как образ Христа, родившегося от Девы, у Гедеона орошенное росою руно, серп у Захарии, у Иезекииля затворенные врата храма).
|                                         |                                |                                                   |                                  |                                         |
| Пророки Софония, Аввакум, Иона, Моисей. | Пророки Даниил, Иеремия, Исайя | Богоматерь Знамение, цари-пророки Давид и Соломон | Пророки Аарон, Гедеон, Иезекииль | Пророки Иаков, Захария, Малахия, Иоиль. |

### Изображаемые пророки
изображаются не только «письменные пророки» — авторы пророческих книг (Великие и Малые пророки), но и цари Давид, Соломон, Илья пророк и другие люди, связанные с предвестием Христа.
- Давид. Вот как описывает его иконописный подлинник: "типом еврей Палестины, среднего роста старец с седой окладистой вьющейся бородой; одежда — хитон и мантия, на голове венец; подписано: «профит Давид». Надписи на свитке: «Слыши Дщи и виждь и приклони ухо Твое, и забуди люди Твоя и дом отца Твоего» (Пс. 44:11) — паремия на Рождество Богоматери и Введение во храм. В других памятниках монументальной живописи встречаются тексты: «Из уст младенец и сущих совершил еси хвалу» (Пс. 8:3 — Сан Марко, Венеция, XII в.); «Воцарися Бог над языки» (Пс. 46:9 — монастырь св. Неофита, Кипр, XII в.); «Бог же Царь наш прежде века содела спасение посреде земли» (Пс. 73:12 — там же); «Снидет яко дождь на руно» (Пс. 71:6 — Палатинская капелла в Палермо; середина XII в.); «Господь с небесе на землю призре» (Пс. 101:20 — монастырь Дафни, около 1100 г.). Этим набор цитируемых текстов не исчерпывается; иконописный подлинник дает варианты: «Блажен муж, иже не идее на совет нечестивых; или: Вся языцы восплещите руками» или «Предзрех Господа предо мною», или «Воскресни, Господи, в покой Твой, Ты и кивот святыни Твоея…». Центральное место в пророческих рядах иконостаса в ранний период Давид мог занимать потому, что из числа пророков именно ему выпала честь быть в числе предков по плоти Того, Кто именуется Жезлом от корня Иессеева[2].
- Соломон. Изображается обычно молодым, безбородым, голова его обращена в сторону царя Давида. В левой руке развернутый свиток с текстом пророчества: «Премудрость созда себе храм и утверди столп седмь и посла своя (рабы)» (Притч. 9:1). Текст представляет собой паремию, читаемую на праздники Благовещения и Рождества Пресвятой Богородицы, Её Успения, а также на Воскрешение Лазаря[2].

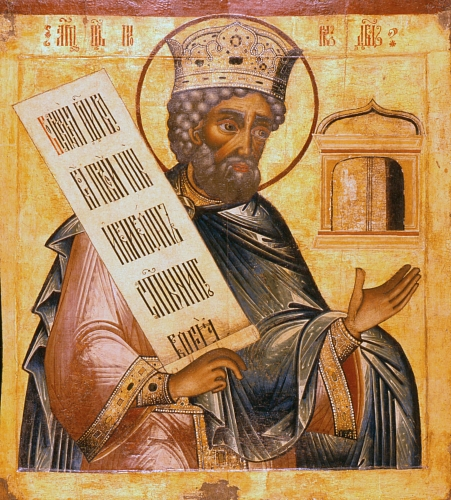
Давид
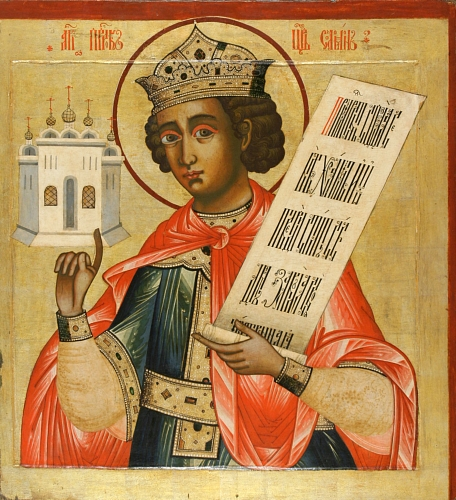
Соломон

### 4 Великих пророка
1. Исайя. по иконописному подлиннику, "типа еврейского, из царского рода, старец 126 лет с седыми волосами, широкой, окладистой, но не длинной бородой; одежда его — одно волосяное вретище (то есть как бы мешок с прорезями для рук и головы, который надевался на голое тело); на ногах сандалии; правая рука сложена в именословном благословении; в левой свиток с надписью: «Се Дева во чреве зачнет и родит Сына и нарекут имя Ему Еммануил», еже есть сказаемо «с нами Бог» (Ис. 7:14; Мф. 1:23). Текст свитка — паремия на Рождество Христово[2].
2. Иеремия. «Облик средовека, а не старца, с темными волосами, крупными прядями падающими на левое плечо. Борода округлая, недлинная, подчеркивающая вытянутые пропорции лица». Правая рука сложена в именословном перстосложении, в левой свиток с надписью: «Се Бог наш, и не приложится ин к Нему», по Синодальному переводу: «Сей есть Бог наш, и никто другой не сравнится с Ним» (Вар. 3:36), то есть «Се Бог наш, и нет Бога иного» — исповедание веры в Единого Бога и в утверждении идеи нерушимости Его союза с народом избранным. В свитках, которые держит пророк, часто читаются слова из книги пророка Варуха, который был другом и писцом Иеремии, записывавшим откровения пророка во время пребывания Иеремии в темнице. В отличие от других пророков (Исаии, Иезекииля, Малахии) Иеремия изображен в виде могучего средовека с темными волосами на голове и бороде, с суровыми и резкими чертами лица[2].
3. Иезекииль. Пророка изображают седовласым старцем, похожим на Исаию; к числу особенностей его изображения можно отнести чуть более удлиненную и более заостренную на конце форму бороды. В левой руке свиток: «Дверь та затворена есть, еюже никтоже не имать пройти» (Иез. 44:2). Текст свитка — паремия на праздники Рождества и Введения во храм Пресвятой Богородицы. В современной редакции: Сия врата заключенна будут, и не отверзутся, и никтоже пройдет ими[2].
4. Даниил. Пророк всегда юный, безбородый; в руке у него свиток, а на голове маленькая шапочка — это устойчивый элемент его иконографии. Короткая туника, плащ, украшенный орбикулами — знаками высокого социального положения, приближенности к царю; полы плаща, украшенного по краям жемчугом и драгоценностями, скреплены фибулой. Штаны, высокие сапоги. Надпись: «Аз Даниил видех дондеже престоли поставишася и Ветхий денми седе; престол Его огнен; колеса Его огнь палящ» (Дан. 7:9)[2], либо …"гору разумну, от нея же отсечеся камень…".

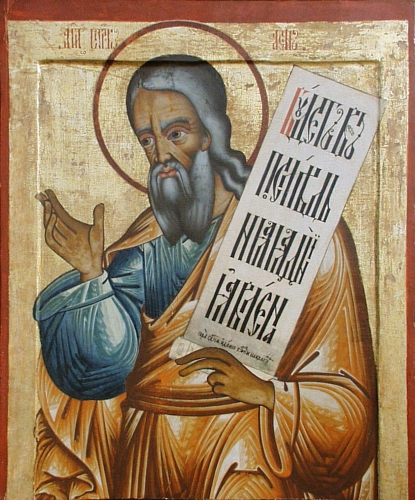
Исайя
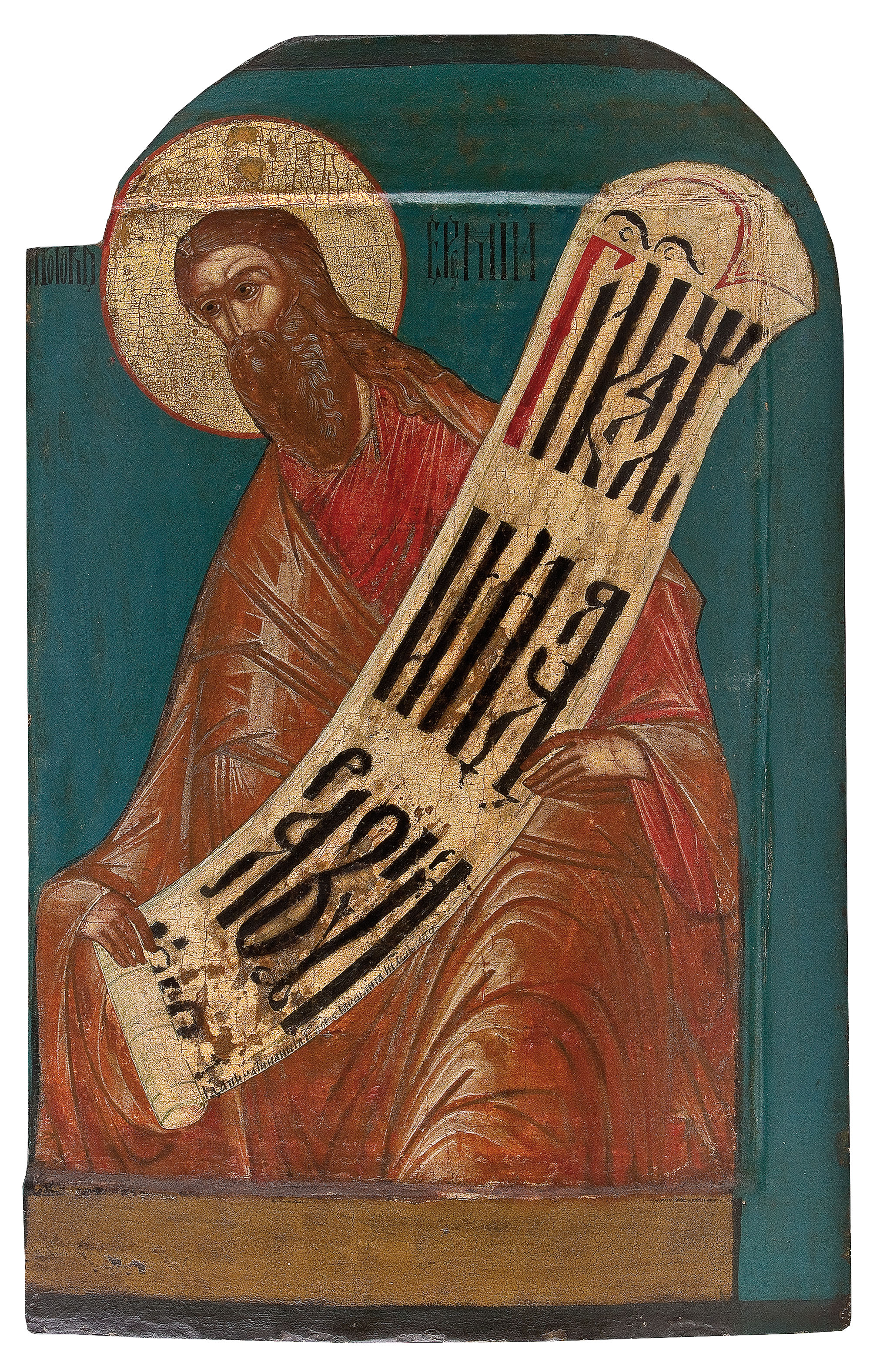
Иеремия
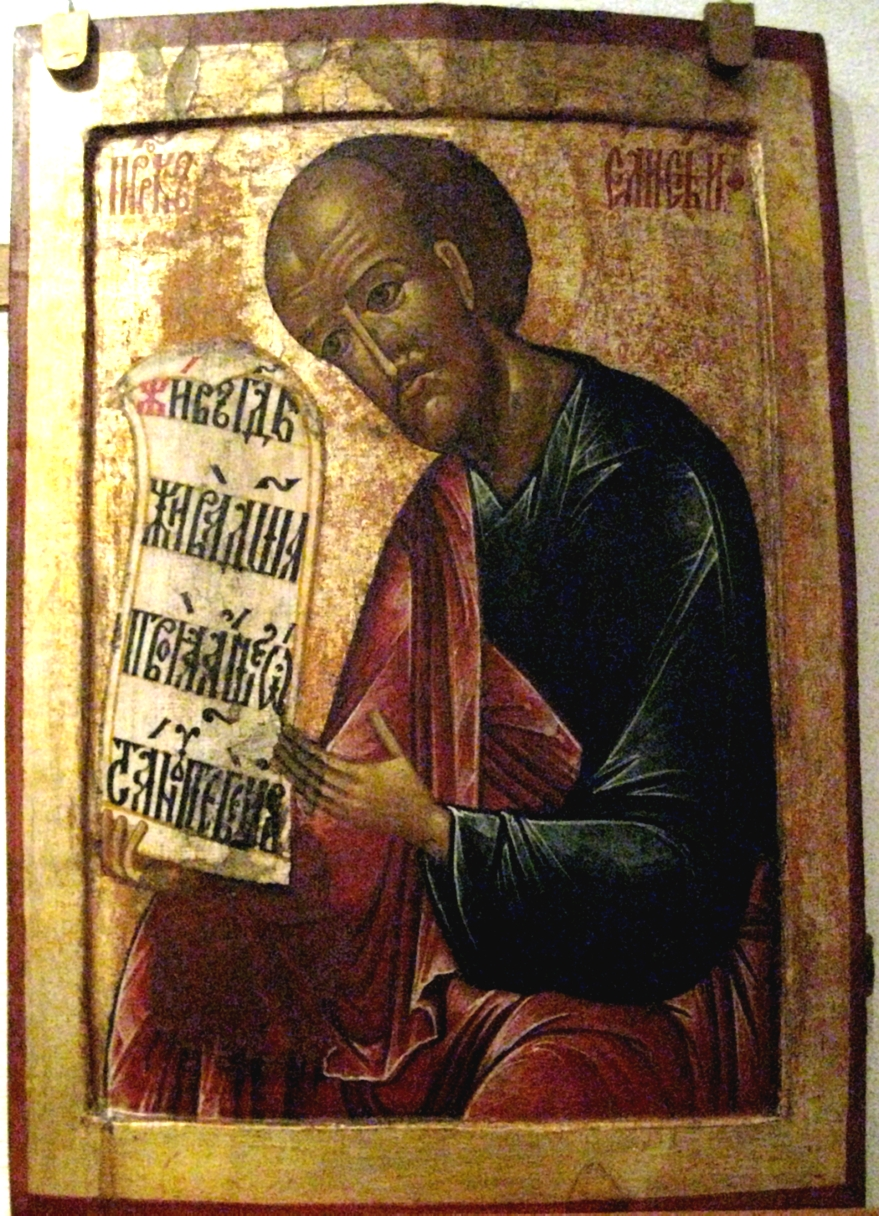
Иезекииль
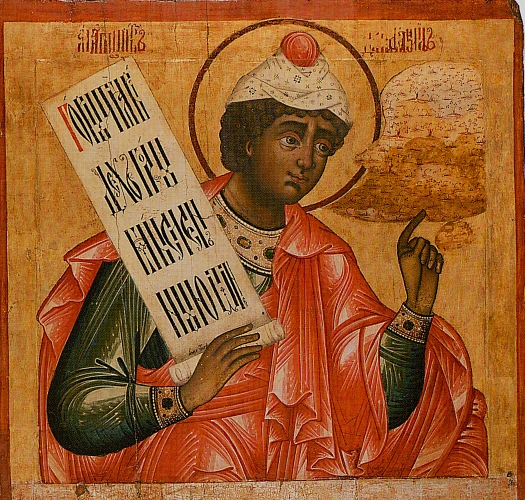
Даниил

### 12 Малых пророков

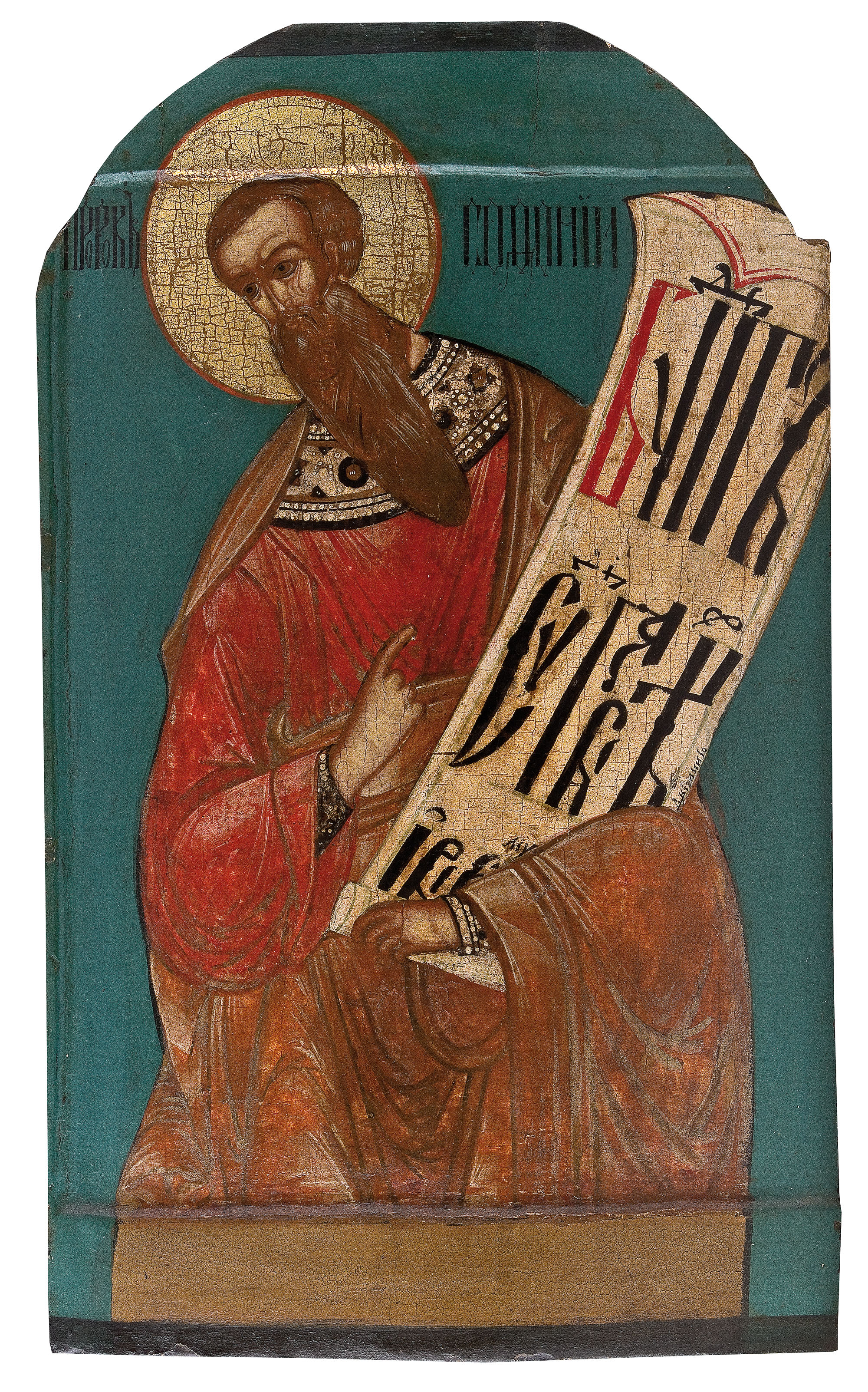
Софония
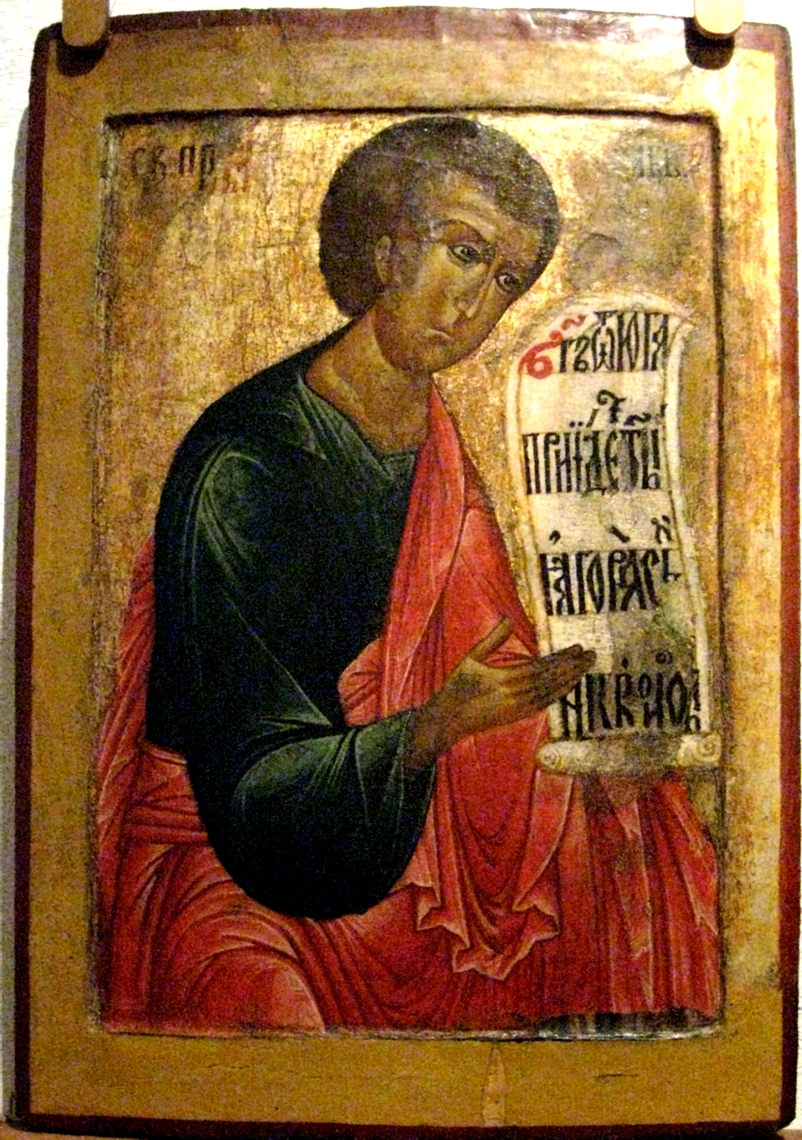
Аввакум
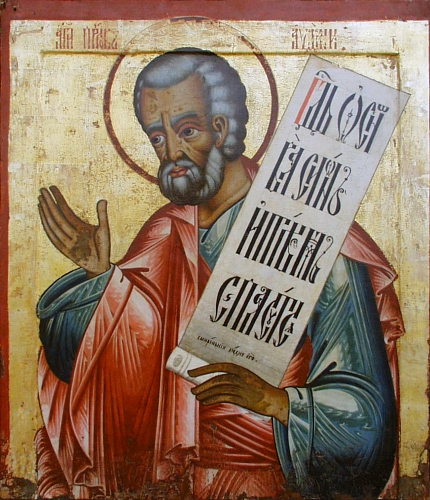
Авдий
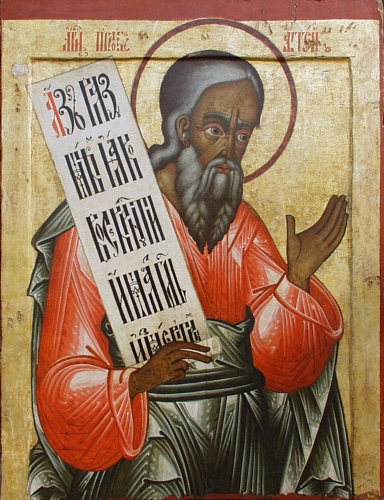
Аггей
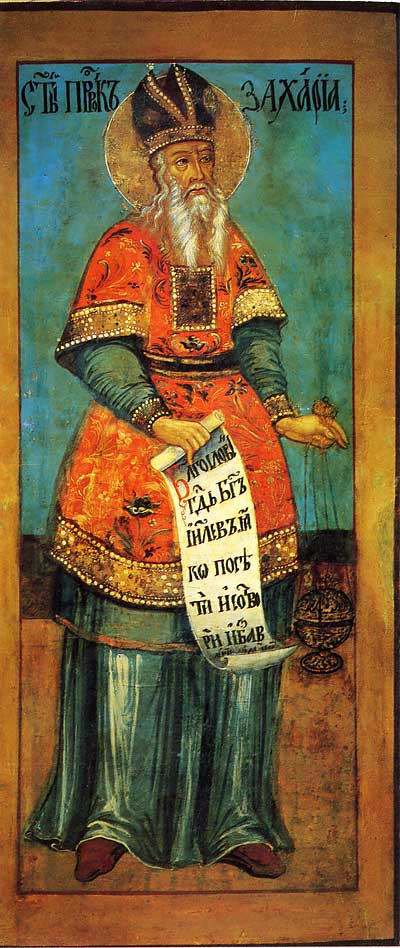
Захария
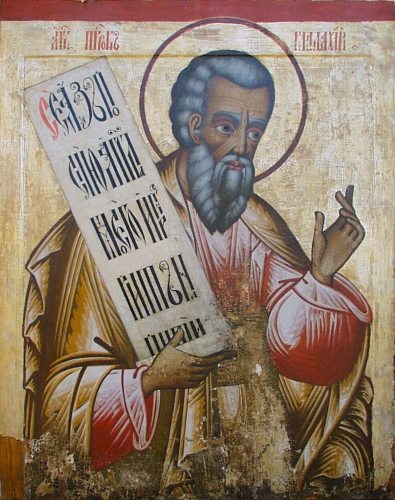
Малахия

1. Иоиль
2. Иона
3. Амос
4. Осия
5. Михей
6. Наум. «Святаго пророка Наума, иже предвари Рождество Христово лет за 558, поживе лет 45, образом кругловат, и браду имея окружену, аки Ионы пророка, лице сухо, власы просты, риза багряная с дичью, испод лазорь, в левой руке свиток, а в нём написано: Горы потрясошася, тогда и холмы поколебашася, и ужасеся земля от лица Его вселенная и вся живущии на ней. Инде пишет: Наум образом яко Иоанн Богослов»[2].
7. Софония. «Подобием сед, главою плешат, брада на конец мало разсохата, аки Илии пророка, ризы пророческия, верхняя багряная красноватая, испод лазорь, в левой руке свиток, а в нём написано: Радуйся зело, дщи Сионова, проповедуй дщи Иерусалимова, веселися и преукрашайся от всего сердца твоего, дщи Иерусалимля: отъят Господь неправды Твоя, избавил тя есть из руки враг твоих. Бяше же подобен святому Иоанну Богослову, малу имеяй браду и окружено лице»[2].
8. Аввакум. Его изображают безбородым юношей в плаще; правой рукой он двуперстно благословляет, а в левой руке держит перед собой свиток с надписью: «Бог от юга придет и святый от горы приосененныя чащи; покры небеса добродетель Его, и хваления Его исполнь земля» (Авв. 3:3). В качестве паремийного чтения этот текст не фигурирует, но использован в тексте ирмоса 4-й песни Рождественского канона[2].
9. Авдий
10. Аггей. « подобием сед, плешив, брада кругловата, риза пророческая, санкирь с белил, испод лазорь, в руке свиток, а в нём написано: Сице глаголет Господь Вседержитель: положите сердца ваша в пути вашем, созиждете Ми храм и благословлю жити в нём и прославлюся. В Минеи и в Прологе пишет: бяше же плешив и стар, окружену имея браду и образом честен»[2].
11. Захария. Текст может гласить «Тако глаголет Господь: Радуйся зело дщи Сионова, проповедуй, дщи Иерусалимова, се, царь твой грядет кроток» (Зах. 9:9)[2].
12. Малахия. Его изображают седовласым старцем. На его свитке встречается надпись: «Се грядет Сам Господь Вседержитель, и кто стерпит день исхода (пришествия) Его» (Мал. 3:1-2); это паремия на день Усекновения главы Иоанна Предтечи — 29 августа.

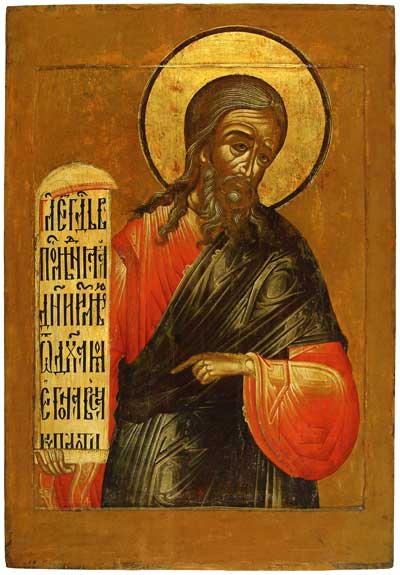
Иоиль
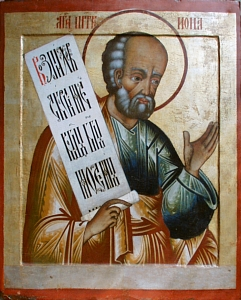
Иона
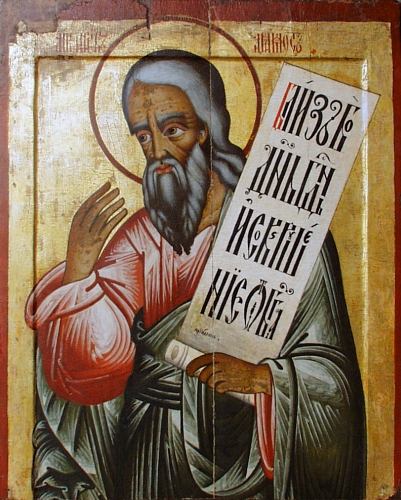
Амос
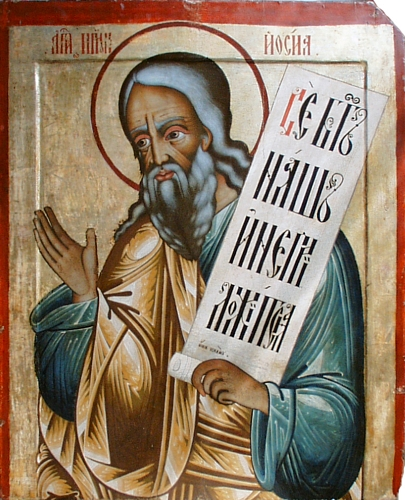
Осия
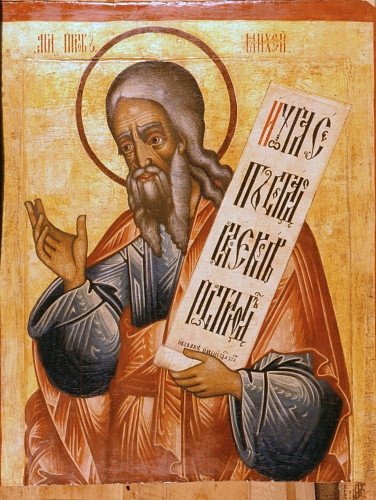
Михей
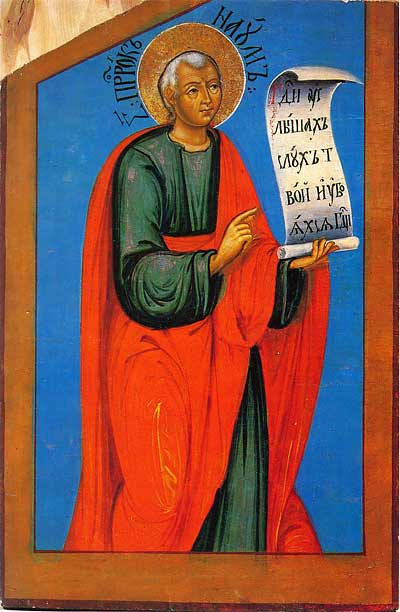
Наум

- Софония
- Аввакум
- Авдий
- Аггей
- Захария
- Малахия

### Прочие
Библейские пророки (праотец) от Ноя до Моисея занимают отдельный праотеческий ряд, так как символизируют образ Церкви ветхозаветной, ещё не получившей Закон. 
- (Иаков) — праотец, но иногда включается
- (Иов) — праотец, но иногда включается
- Моисей. Иконописные подлинники дают такое описание внешности пророка Моисея: «Великий старец 120 лет, еврейского типа, благонравный, кроткий. Плешив, со средней величины бородой прядями, очень красив собою, телом мужествен и силен. Носил нижний хитон синего цвета, с разрезом спереди и подпоясанный (ср.: Исх. 39:12 и след.); сверху — ефод, то есть длинное полотно с прорезом посредине для головы; на голове — покрывало, на ногах — сапоги. В руках у него — жезл и две скрижали с 10 заповедями». Наряду со скрижалями изображали и свиток с надписью: «Кто есмь аз, яко да пойду к фараону царю египетскому, и яко да изведу сыны израилевы от земли египетския» (Исх. 3:11). Иногда приводится другой текст: «Помощник и покровитель бысть мне во спасение; Сей мой Бог и прославлю Его, Бог Отца моего и вознесу Его» (Исх. 15:1)[2].
- Аарон
- Мириам — не включается
- Иисус Навин — не включается, так как идет в праотеческий ряд
- Финеес — не включается (?)
- Девора — не включается (?)
- Илий — не включается (?)
- Анна. — не включается (?).
- Самуил
- Гад — не включается, так как идет в праотеческий ряд
- Нафан
- Ахия — не включается (?)
- Самей — не включается (?)
- Илия. «подобием стар и I сед, власы космат, брада продолговата до персей и терхава, аки праотца Авраама, на выи его платок, риза на нём милоть или шуба, выворот мохнат козлий, исподь светлодикая празелень, в руке свиток»…
- Елисей
- Олдама — не включается (?)

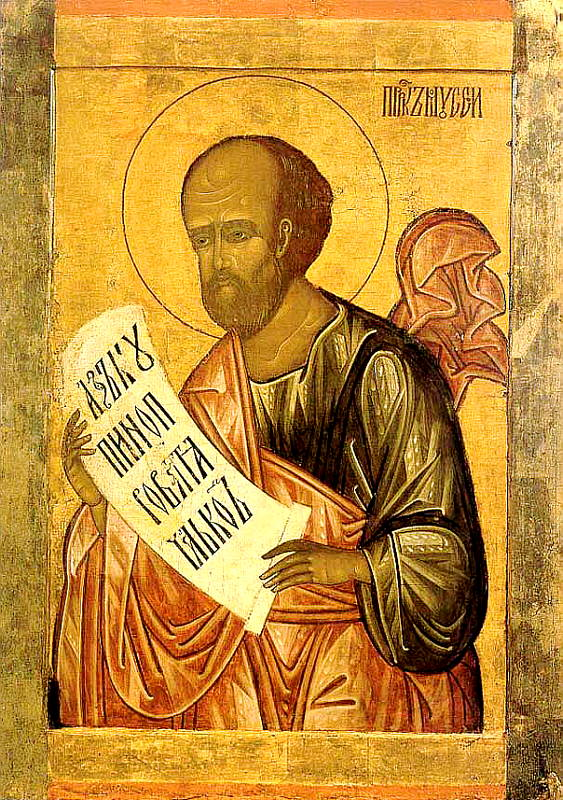
Моисей
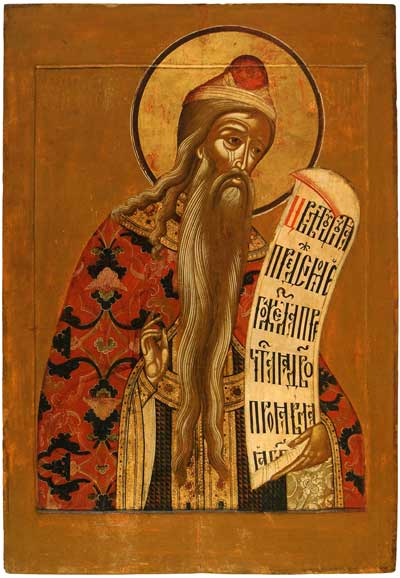
Аарон
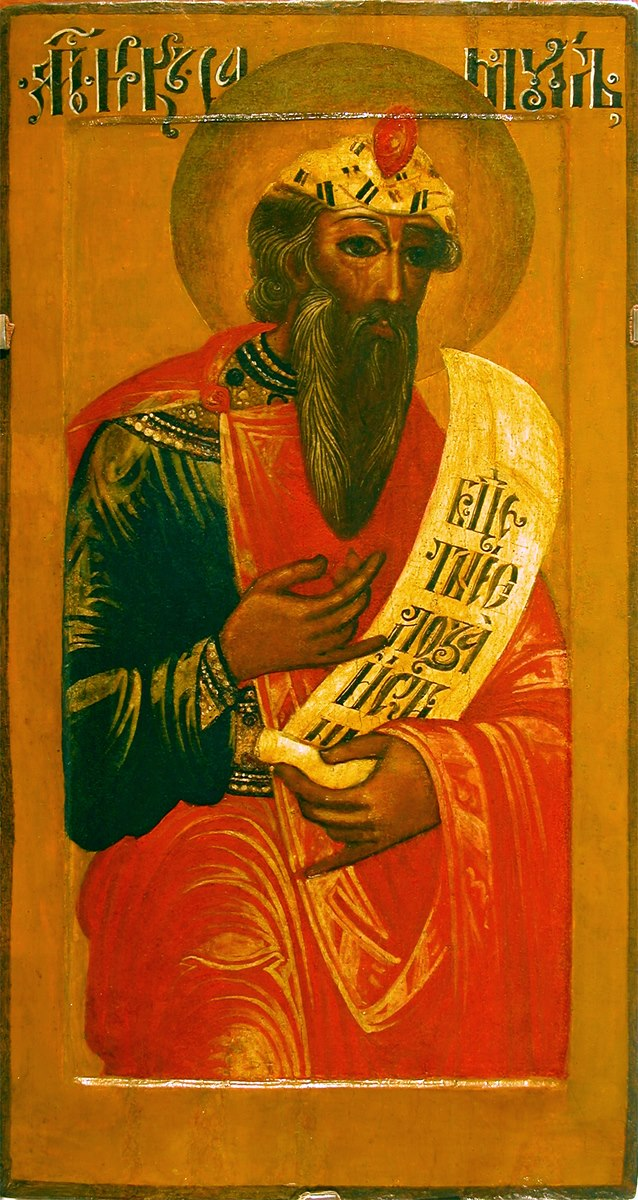
Самуил
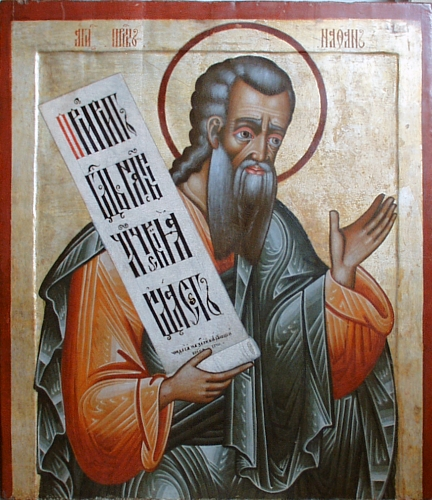
Нафан
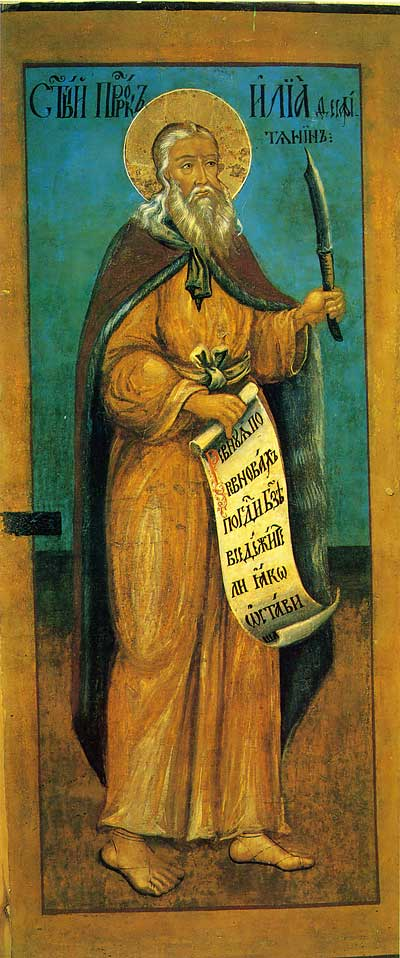
Илия
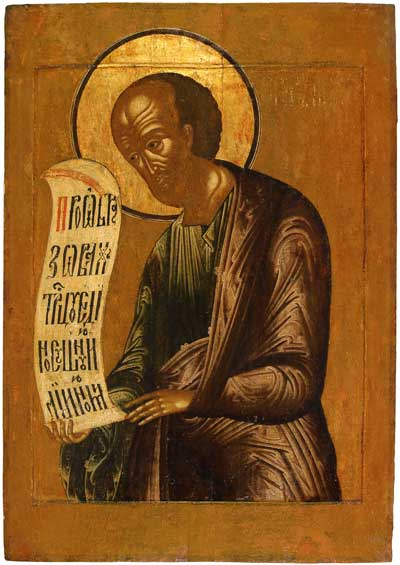
Елисей

#### Прочие (не «пророки»)
Иногда в пророческом ряду изображаются библейские персонажи, не входящие в число «пророков».
- Варух
- Волхв Валаам
- Гедеон. На его свитке может встречаться текст пророчества о рождении Спасителя от Пречистой Девы, о «Руне овчем». Надпись на свитке пророка гласит: «Се аз положу руно овчее на гумно и аще будет роса на руне…» (Суд. 6:37)[2]
- Иессей — отец царя Давида

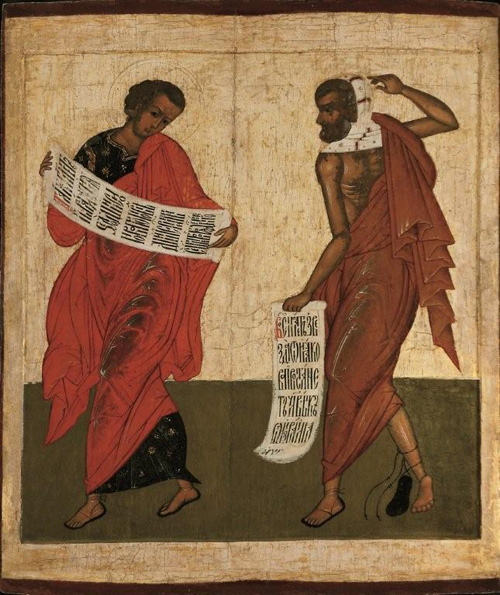
Валаам (вместе с Захарией)
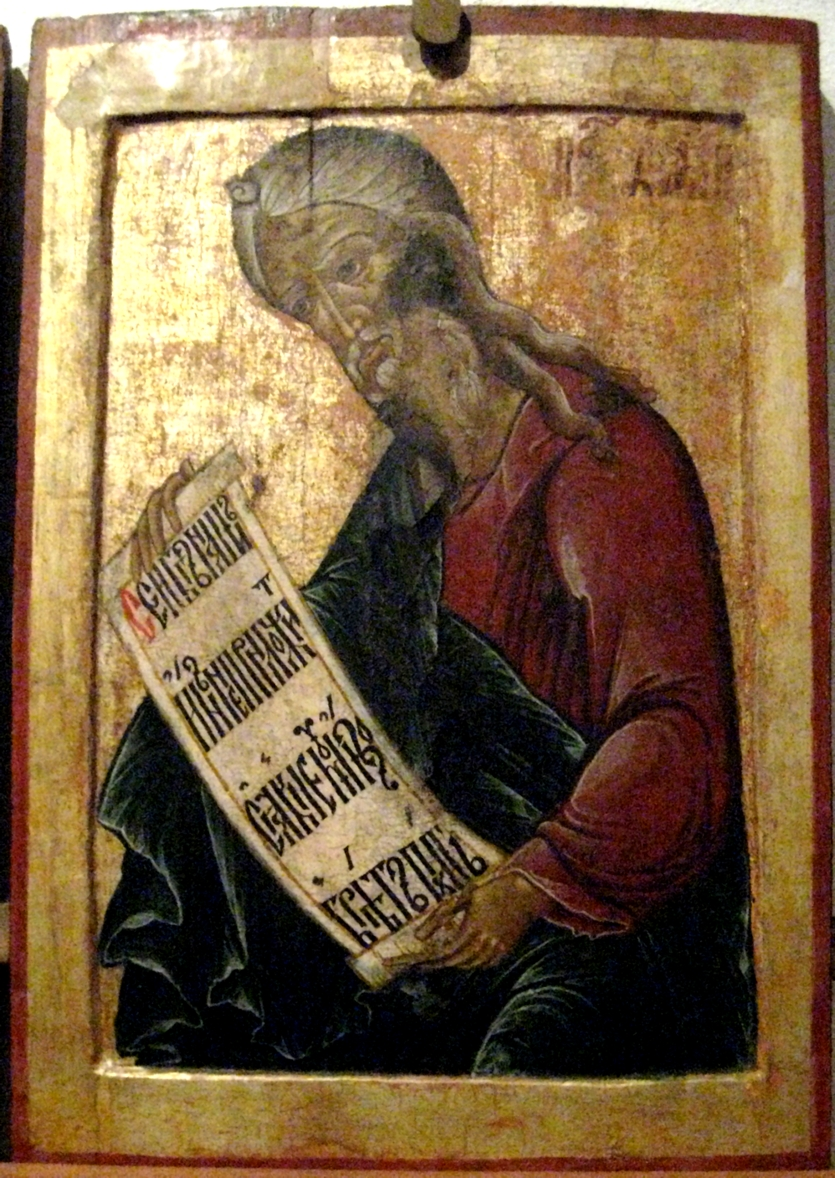
Варух
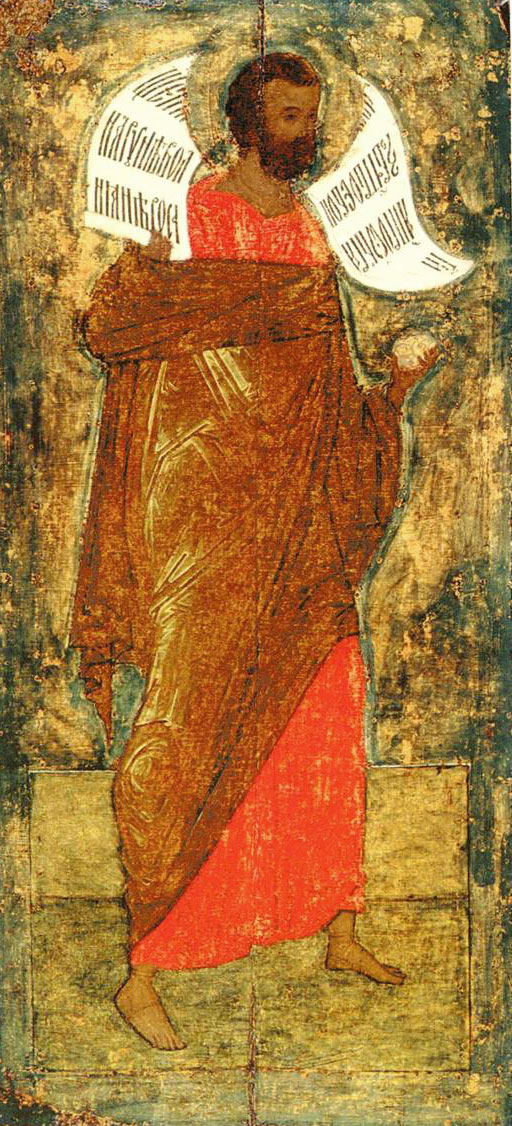
Гедеон
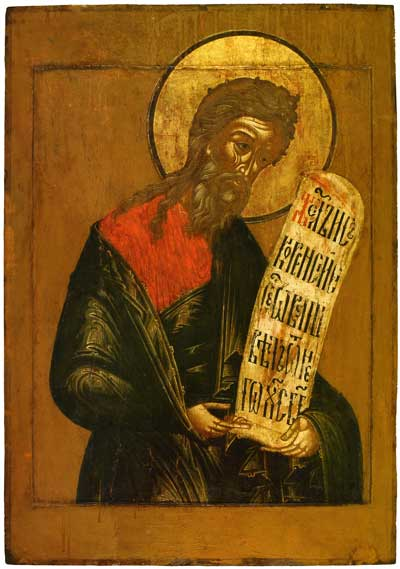
Иессей